# Parafia Matki Bożej Pocieszenia w Budzowie
Parafia Matki Bożej Pocieszenia w Budzowie – parafia należąca do dekanatu Sułkowice archidiecezji krakowskiej.